# Saint-Léger-des-Bois
Saint-Léger-des-Bois és un municipi francès situat al departament de Maine i Loira i a la regió de País del Loira. L'any 2007 tenia 1.491 habitants.

## Demografia

### Població
El 2007 la població de fet de Saint-Léger-des-Bois era de 1.491 persones. Hi havia 512 famílies de les quals 70 eren unipersonals (27 homes vivint sols i 43 dones vivint soles), 141 parelles sense fills, 258 parelles amb fills i 43 famílies monoparentals amb fills.
La població ha evolucionat segons el següent gràfic:
Habitants censats

### Habitatges
El 2007 hi havia 530 habitatges, 509 eren l'habitatge principal de la família, 7 eren segones residències i 14 estaven desocupats. 521 eren cases i 8 eren apartaments. Dels 509 habitatges principals, 416 estaven ocupats pels seus propietaris, 92 estaven llogats i ocupats pels llogaters i 1 estava cedit a títol gratuït; 11 tenien dues cambres, 46 en tenien tres, 87 en tenien quatre i 365 en tenien cinc o més. 438 habitatges disposaven pel capbaix d'una plaça de pàrquing. A 143 habitatges hi havia un automòbil i a 350 n'hi havia dos o més.

### Piràmide de població
La piràmide de població per edats i sexe el 2009 era:
| Homes | Edats   | Dones |
| ----- | ------- | ----- |
| 1     | 95 o +  | 0     |
| 1     | 90 a 94 | 0     |
| 2     | 85 a 89 | 7     |
| 2     | 80 a 84 | 0     |
| 8     | 75 a 79 | 12    |
| 11    | 70 a 74 | 8     |
| 10    | 65 a 69 | 11    |
| 13    | 60 a 64 | 16    |
| 22    | 55 a 59 | 20    |
| 45    | 50 a 54 | 45    |
| 66    | 45 a 49 | 57    |
| 53    | 40 a 44 | 67    |
| 56    | 35 a 39 | 57    |
| 60    | 30 a 34 | 53    |
| 19    | 25 a 29 | 32    |
| 49    | 20 a 24 | 34    |
| 51    | 15 a 19 | 64    |
| 69    | 10 a 14 | 56    |
| 64    | 5 a 9   | 60    |
| 53    | 0 a 4   | 53    |

## Economia
El 2007 la població en edat de treballar era de 999 persones, 760 eren actives i 239 eren inactives. De les 760 persones actives 720 estaven ocupades (371 homes i 349 dones) i 40 estaven aturades (15 homes i 25 dones). De les 239 persones inactives 88 estaven jubilades, 107 estaven estudiant i 44 estaven classificades com a «altres inactius».

### Ingressos
El 2009 a Saint-Léger-des-Bois hi havia 523 unitats fiscals que integraven 1.580 persones, la mediana anual d'ingressos fiscals per persona era de 20.263 €.

### Activitats econòmiques
Dels 40 establiments que hi havia el 2007, 1 era d'una empresa alimentària, 10 d'empreses de construcció, 7 d'empreses de comerç i reparació d'automòbils, 3 d'empreses de transport, 1 d'una empresa d'hostatgeria i restauració, 1 d'una empresa d'informació i comunicació, 2 d'empreses financeres, 1 d'una empresa immobiliària, 6 d'empreses de serveis, 5 d'entitats de l'administració pública i 3 d'empreses classificades com a «altres activitats de serveis».
Dels 12 establiments de servei als particulars que hi havia el 2009, 1 era un taller de reparació d'automòbils i de material agrícola, 2 paletes, 2 guixaires pintors, 1 fusteria, 1 lampisteria, 2 electricistes, 1 perruqueria i 2 salons de bellesa.
Dels 4 establiments comercials que hi havia el 2009, 1 era una botiga de menys de 120 m², 1 una fleca i 2 botigues d'equipament de la llar.
L'any 2000 a Saint-Léger-des-Bois hi havia 15 explotacions agrícoles que ocupaven un total de 870 hectàrees.

## Equipaments sanitaris i escolars
El 2009 hi havia una escola elemental.

## Poblacions més properes
El següent diagrama mostra les poblacions més properes.